# 骨形成タンパク質
骨形成タンパク質(Bone Morphogenetic Protein, BMP)は骨、血管、腎臓の異常を治療する上で将来有望な信号タンパク質の遺伝子ファミリーである。 トランスフォーミング増殖因子β（TGF-β）スーパーファミリーに属している。BMPの細胞内のシグナルはSmadによって伝えられる。
この遺伝子群は胎児の発生に重要である。
ノギンとコーディンによってその働きを抑制される点で、神経誘導に重要な影響を与える因子である。詳細は神経誘導を参照されたい。

## シグナル伝達
細胞内でBMPシグナルを伝えるSmadには特異型（R-Smad）、共有型（Co-Smad）、抑制型（I-Smad）の3種類あり、BMPがBMP受容体に結合すると、R-Smadが活性化され、Co-Smadと複合体を形成して標的遺伝子に作用する。I-SmadはBMP受容体などに作用し、BMPシグナルを抑制している。